# Гагарский
Гагарский — посёлок в Белоярском районе Свердловской области России. Входит в Белоярский муниципальный округ. Станция Свердловской железной дороги.
Ранее посёлок входил в состав Малобрусянского сельсовета Белоярского района.

## География
Посёлок Гагарский расположен у истоков реки Гагарки — правого притока реки Камышенки. Через Гагарский проходит Транссибирская магистраль. В посёлке расположена станция Гагарский Свердловской железной дороги.

### Часовой пояс
Гагарский, как и вся Свердловская область, находится в часовой зоне МСК+2. Смещение применяемого времени относительно UTC составляет +5:00.

## Население
| 2002 | 2010  | 2021  |
| ---- | ----- | ----- |
| 1765 | ↗1786 | ↘1078 |

## Инфраструктура
В составе Гагарского 13 улиц: Дорожная, Железнодорожная, Лазурная, Лесная, Линейная, Луговая, Озёрная, Октябрьская, Пионерская, Садовая, Советская, Школьная, Ягодная Поляна, а также территория одноимённой железнодорожной станции.